# Corrado Govoni
Corrado Govoni (né le 29 octobre 1884 à Tàmara, une frazione de la commune de Copparo, dans la province de Ferrare, en Émilie-Romagne et mort le 20 octobre 1965 à Lido dei Pini, une frazione de la commune d'Anzio, dans la province de Rome, dans le Latium) est un écrivain et poète italien.

## Biographie
Corrado Govoni est né à Tàmara, une frazione de la commune de Copparo, dans la province de Ferrare, en Émilie-Romagne, dans une famille de riches fermiers, et sans avoir pu mener à bien des études poussées, il commence à travailler dans l'entreprise familiale.
Encore très jeune, en 1903, il publie à ses frais deux recueils de poèmes intitulés Le fiale et Armonia in grigio et in silenzio chez la maison d'édition Lumachi de Florence, dans lesquels prévalent des tonalités crépusculaires, sous l'influence du Mouvement crépusculariste, un mouvement littéraire apparu en Italie dans les premières années du XXe siècle. La métaphore du « crépuscule » est utilisée pour indiquer une situation de fermeture, où prédominent les tons doux et feutrés, et dans laquelle ces poètes n'avaient pas d'émotions particulières à exprimer, si ce n'est une vague mélancolie. Ce courant permet surtout une libération formelle -utilisation du vers libre par exemple- et l'emploi d'un vocabulaire réputé non poétique -ou archaïsant. Les autres principaux représentants de ce mouvement sont Guido Gozzano et Aldo Palazzeschi.